# Циртхайм
Циртхайм (нем. Ziertheim) — община в Германии, в земле Бавария. 
Подчиняется административному округу Швабия. Входит в состав района Диллинген-ан-дер-Донау. Подчиняется управлению Виттислинген.  Население составляет 1005 человек (на 31 декабря 2010 года). Занимает площадь 20,83 км².